# Забелин, Михаил Юрьевич
Михаил Юрьевич Забелин (азерб. Mixail Yuryeviç Zabelin; род. 19 марта 1946 году, Баку, Азербайджанская ССР) — государственный и политический деятель. Депутат Милли меджлиса Азербайджанской Республики I, II, III, IV, V, VI, VII созывов, член комитета по культуре, счётной комиссии, комитета по природным ресурсам, энергетике и экологии, рабочих групп по взаимодействию с парламентами России и ряда других стран. Депутат Верховного Совета Азербайджанской ССР двенадцатого созыва. Председатель Русской общины Азербайджана.

## Биография
Родился 19 марта 1946 году в г. Баку. Окончил гидромелиоративный факультет Азербайджанского политехнического института. Также прошёл обучение в Бакинской высшей партийной школе и на факультете советского строительства Всесоюзного заочного юридического института.
С 1966 года работал техником в проектном институте в Баку. С 1969 года — секретарь Октябрьского районного комитета комсомола, с 1974 года инструктор Ленинского районного комитета партии, Бакинского городского комитета партии. С 1978 года работал в ЦК КП Азербайджана инструктором, референтом первого секретаря (Гейдара Алиева), инспектором. 
С 1989 года — председатель Низаминского районного исполнительного комитета, с 1991 года — главный специалист секретариата Верховного Совета Азербайджанской Республики, секретарь отдела постоянных комиссий.
В 1990 году был избран депутатом Верховного Совета Азербайджана. 
Избирался депутатом Милли меджлиса Азербайджана I (1995—2000), II (2000—2005), III (2005—2010), IV (2010—2015), V (2015—2020) созывов.
Был одним из основателей партии «Новый Азербайджан». На VII съезде партии «Новый Азербайджан» 5 марта 2021 года избран членом правления партии.
Председатель Русской общины Азербайджана. 
Почётный гражданин штата Техас (США). 
Член попечительского совета Бакинского международного центра мультикультурализма.
На выборах в Национальное собрание Азербайджана VI созыва, которые прошли 9 февраля 2020 года, баллотировался по Второму Хатаинскому избирательному округу № 34. По итогам выборов одержал победу и получил мандат депутата Милли меджлиса Азербайджанской Республики. С 10 марта 2020 года приступил к депутатским обязанностям. 
Член комитета Милли меджлиса по культуре, счётной комиссии, комитета по природным ресурсам, энергетике и экологии, рабочих групп по взаимодействию с парламентами России, Ирландии, Греции, Польши, Литвы и Уругвая.
В 2024 году на парламентских выборах в Азербайджане, которые состоялись 1 сентября, одержал победу во II Хатаинском избирательном округе №34. Официально стал депутатом Милли Меджлиса Азербайджана седьмого созыва, первое заседание которого состоялось 23 сентября 2024 года.

## Награды
- Орден «Слава» (17 марта 2006 года) — за активное участие в общественно-политической жизни Азербайджанской Республики[8].
- Орден «За службу Отечеству» III степени (30 ноября 2022 года) — за активное участие в общественно-политической жизни Азербайджанской Республики[9].
- Орден Дружбы  (8 июня 2016 года, Россия) — за большой вклад в укрепление дружбы и сотрудничества с Российской Федерацией[10].
- Почётный диплом Президента Азербайджанской Республики (17 марта 2016 года) — за многолетнее активное участие в общественной жизни Азербайджанской Республики[11].
- Благодарность Мэра Москвы (19 октября 2007 года) — за большой вклад в развитие связей с исторической Родиной, пропаганду российских культурных и духовных ценностей[12].
- Почётная грамота Правительства Москвы (19 апреля 2006 года) — за активную работу по поддержке российских соотечественников за рубежом[13].
- Почётная грамота Совета Федерации Федерального Собрания России (2005).
- Почётная грамота Правительственной комиссии по делам соотечественников за рубежом (2008)[14].
- Медаль «За укрепление парламентского сотрудничества» (16 апреля 2015 года, Межпарламентская ассамблея СНГ) — за особый вклад в развитие парламентаризма, укрепление демократии, обеспечение прав и свобод граждан в государствах — участниках Содружества Независимых Государств[15].
- Медаль «МПА СНГ. 25 лет» (27 марта 2017 года, Межпарламентская ассамблея СНГ) — за за заслуги в деле развития и укрепления парламентаризма, за вклад в развитие и совершенствование правовых основ функционирования Содружества Независимых Государств, укрепление международных связей и межпарламентского сотрудничества[16].
- Орден Петра Великого I степени (2007) — за заслуги и личный вклад в укрепление дружбы и сотрудничества между Россией и Азербайджана[17].
- Орден Сергия Радонежского II степени (2019, РПЦ)[18].
- Орден Сергия Радонежского III степени (2007, РПЦ).
- Медаль «За труды во славу святой церкви» (2004).
- Премия как лучшему соотечественнику года (2003).
- Почётный гражданин штата Техас (США).
- Золотая медаль Азербайджанской национально-культурной автономии Санкт-Петербурга (2018)[19].
- Медаль Всероссийского Азербайджанского конгресса «За укрепление межнациональных отношений» (2013)[20]
- Медаль «Сын отечества» (2016, журнал «Азербайджан дуньясы») — за личный вклад в дело развития и укрепления партнёрских связей между вузами Азербайджана и России[21]